# Ernst Ihbe
Hermann Ernst Ihbe (ur. 20 grudnia 1913 w Erlbach, zm. 30 sierpnia 1992 w Markranstädt) – niemiecki kolarz torowy, mistrz olimpijski.

## Kariera
Największy sukces w karierze Ernst Ihbe osiągnął w 1936 roku, kiedy wspólnie z Carlem Lorenzem zdobył złoty medal wyścigu tandemów podczas igrzysk olimpijskich w Berlinie. W finale reprezentanci III Rzeszy pokonali ekipę Holandii w składzie: Bernard Leene i Henk Ooms. Był to jedyny medal wywalczony przez Ernsta Ihbe na międzynarodowej imprezie tej rangi. Był to również jego jedyny start olimpijski. Ponadto wielokrotnie zdobywał medale torowych mistrzostw kraju, w tym złote w swej koronnej konkurencji w latach 1934, 1936 i 1937. W 1934 roku razem z Lorenzem zwyciężył także na mistrzostwach Wielkiej Brytanii. Nigdy nie zdobył medalu na torowych mistrzostwach świata.